# Vogelschutzgebiet am Wildmeisterdamm in Rudow

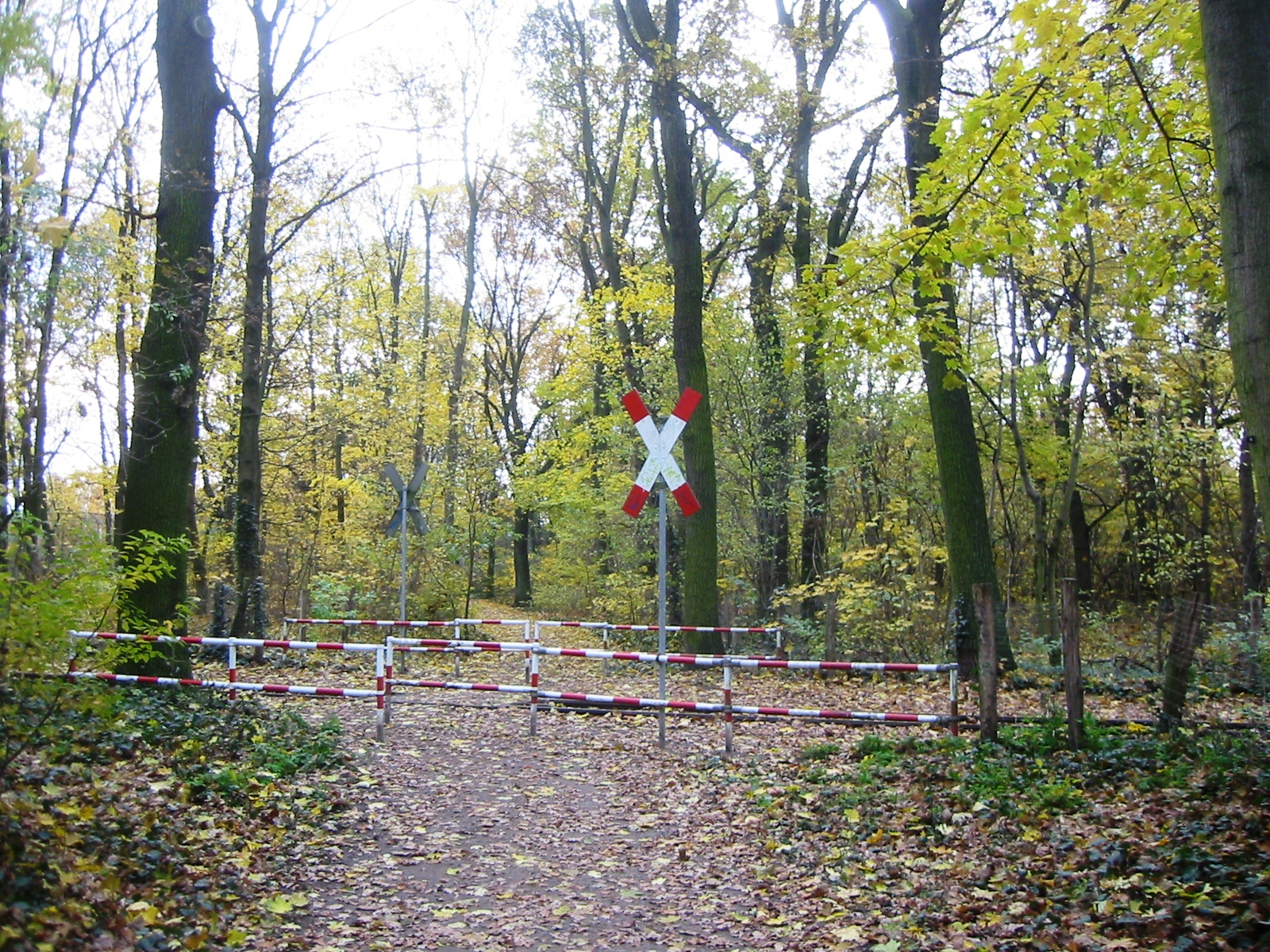
Bahnübergang der ehemaligen Neukölln-Mittenwalder Eisenbahn im Schutzgebiet

Das Vogelschutzgebiet am Wildmeisterdamm in Rudow ist ein 3,75 Hektar großes Landschaftsschutzgebiet (LSG) im Berliner Ortsteil Gropiusstadt (Bereich ehemals im Ortsteil Rudow), der zum Bezirk Neukölln gehört. Es ist auch als Vogelwäldchen oder Vogelschutzwäldchen bekannt.

## Geschichte
Der Wald wurde 1872 von Wildmeister Hugo Luther im Auftrag Kaiser Wilhelm I. als Wildremise angelegt. So konnten in den jährlichen Hofjagden bis zu 1000 Hasen und 900 Rebhühner erlegt werden. Wilhelm I. ernannte Luther daraufhin zum königlichen Wildmeister und benannte die ehemalige Buckower Chaussee 1939 zu seinen Ehren postum in Wildmeisterdamm um. In den 1920er und 1930er Jahren verringerte sich jedoch die Bedeutung als Jagdgebiet, da der Bestand an Wildtieren durch die zunehmende Besiedelung des Umlandes stark rückläufig war. Endgültig wurde die Jagd mit dem Verbot für ganz Berlin 1945 eingestellt. Parallel zu dieser Entwicklung bemühte sich der spätere Leiter des Neuköllner Heimatmuseums, Wilhelm Schmidt, bereits seit 1929 um die Ausweisung des Geländes als Vogelschutzgebiet. Dies erfolgte im Jahr 1934. 1952 wurde es vom Polizeipräsidenten Berlins, Johannes Stumm, unter Landschaftsschutz gestellt.

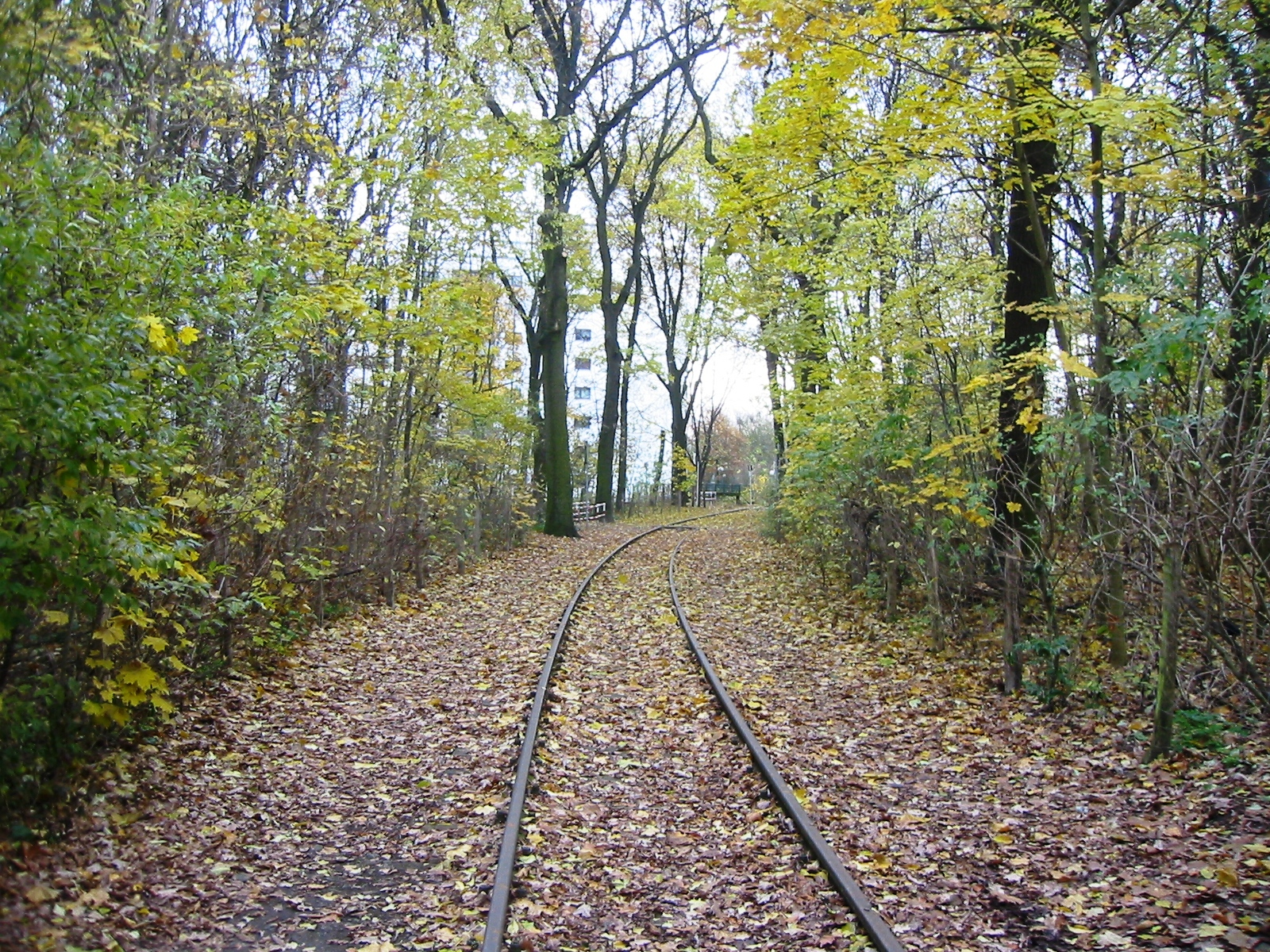
Ehemalige Bahnstrecke im Wäldchen

Einen massiven Eingriff erlebte das Gebiet durch den Bau der Berliner Mauer. Die DDR bestand darauf, dass die Trasse der Neukölln-Mittenwalder Eisenbahn nicht mehr auf DDR-Gebiet verlief, sondern weiter westlich in das Vogelschutzgebiet verlegt werden musste. Hierdurch waren umfangreiche Baumfällarbeiten in dem Gebiet erforderlich. Weitere Eingriffe erfolgten durch den Bau des Sollmannwegs, den Friedrich-Kayßler-Wegs sowie die Arbeiten an der U-Bahn-Linie 7. Mit dem Bau der Gropiusstadt wurde das Gelände in die neu geplante Fläche integriert. Zur Verbesserung des Wohnumfeldes wurde das Gelände nach Plänen der Landschaftsplaner Müller/Knippschild/Wehberg 1987 zu einem Landschaftspark umgestaltet. Dabei wurde das Waldstück eingezäunt, um „Trampelpfade mit der dadurch verursachten Bodenverdichtung zu verhindern und neue Wachstumsmöglichkeiten für natürliches Unterholz und Kräuter zu schaffen.“ Das Landschaftsschutzgebiet ist seit 2006 in den Gartenkulturpfad Neukölln eingebettet.

## Fauna und Flora
Im Gebiet finden sich zahlreiche Baumarten wie Birken, Eichen, Linden, Kastanien, Pappeln, aber auch Ulmen und Vogelkirschen. Von Schmidt sind darüber hinaus 46 Vogelarten überliefert, von denen heute noch 26 im Gebiet brüten.